# Хедвига Саксонска
Хедвига Саксонска (на немски: Hadwig von Sachsen; на френски: Hedwige de Saxe, * между 910 и 922 г.; † 959 или на 10 май 965) e дъщеря на император Хайнрих I Птицелов и втората му съпруга Матилда Вестфалска. Произлиза от род Лиудолфинги (Саксонска династия).
Тя е сестра на император Ото I Велики, на Герберга Саксонска (съпруга на крал Луи IV), на Хайнрих I (херцог на Бавария) и на Бруно Велики (епископ на Кьолн).
Тя се омъжва 937 или 938 г. за Хуго Велики († 956), херцог на Франкония (dux Francorum), от 954 г. граф на Оксер, 955 г. херцог на Аквитания.
С него тя има пет деца:
- Беатрис Френска‎ (* 939; † сл. 987); ∞ 954/55 Фридрих I, херцог на Горна Лотарингия († 978), регентка
- Хуго Капет (* 941; † 24 октомври 996), крал на Франция от 987
- Емма (* 943; † сл. 968); ∞ 960 Рихард I, херцог на Нормандия († 996)
- Ото (* 944; † 965), херцог на Бургундия 956 – 965
- Хайнрих Велики (* 946; † 1002), херцог на Бургундия 965 – 1002

При смъртта на Хуго Велики през 956 г. нейният син Хуго Капет е още непълнолетен, затова нейният брат Бруно поема регентството.